# Sant Salvador del Mas de Faro
Sant Salvador de Mas de Faro és una capella romànica del Mas de Faro, al poble de Castissent, de l'antic terme municipal Fígols de Tremp, integrat actualment en el de Tremp, de la comarca del Pallars Jussà. És una església d'una sola nau, amb la volta lleugerament apuntada.